# Irena Stefańska
Irena Stefańska – polska łuczniczka, brązowa medalistka mistrzostw świata, mistrzyni Polski.

## Wyniki
| Impreza            | Rok       | Miejsce  | Konkurencja   | Pozycja   |                    |      |      |               |            |
| ------------------ | --------- | -------- | ------------- | --------- | ------------------ | ---- | ---- | ------------- | ---------- |
| Impreza            | Rok       | Miejsce  | Konkurencja   | Pozycja   | Mistrzostwa świata | 1931 | Lwów | indywidualnie | 7. miejsce |
| drużynowo          | . miejsce |          |               |           | Mistrzostwa świata | 1931 | Lwów |               |            |
| Mistrzostwa Polski | 1929      | Warszawa | indywidualnie | . miejsce |                    |      |      |               |            |